# Rimma Meerovna Markova
Rimma Meerovna (Meyerovna) Markova, född 5 december 1951 i Leningrad, är en rysk poet och författare. Sedan 1994 bor och arbetar hon i Storstockholm, Sverige, som lärare i bild och ryska.

## Biografi
Rimma Markova avlade examen vid konst- och grafikavdelningen vid Leningrad Statliga Pedagogiska Institut. Efter examen arbetade hon på en konstskola i staden Apatity i Murmanskregionen.
Den första diktsamlingen publicerades 1979, sedan 1981 och 1984 i Murmansk bokförlag där hon publicerade samlingarna "Khibiny Notebook" och "Polar sol". Senare, redan i Sverige, skrevs berättelsen "Den svarte vikingen" och den korta romanen "Stolz" (publicerad i tidskriften "Neva").
I flera år har Rimma Markova arrangerat kulturaktiviteter på Internationella biblioteket och på andra ställe i Stockholm för rysktalande barn och vuxna och för ungdomar med olika bakgrund.
Hon har skapat och genomförde projekt ”Resa med språk” för barn som skriver på annat språk än svenska och ”Celsius barn” forskningsprojekt för barn.

## Utmärkelser
- Internationella Kulturcentrums stipendiet, 2005, Studieförbundet Vuxenskolan, Stockholm.
- Huvudpriset i tävlingen "Emigrant Lyre - 2011" är Golden Maniken Peace. Liege, Belgien
- “Årets folkbildare i Stockholm, 2011”, Stockholm stads kulturnämnd.
- Första plats i nomineringen ”Lyric and Love Poetry” och tredje bland alla grenar i den fjärde internationella tävlingen för ryska poesi ”Under the Baltic Sky 2011”. Tallinn, Estland
- Årets författare 2022, tidskrift ”7 iskusstv”.